# برايس غارنت
برايس غارنت (بالإنجليزية: Brice Garnett)‏ هو لاعب غولف أمريكي، ولد في 6 سبتمبر 1982 في غالاتين في الولايات المتحدة.

## وصلات خارجية
- الموقع الرسمي
- برايس غارنت على موقع رابطة لاعبي الغولف المحترفين (الإنجليزية)
- برايس غارنت على موقع التصنيف العالمي الرسمي للغولف (الإنجليزية)